# Сесак
Сеса́к (фр. Saissac) — коммуна во Франции, находится в регионе Лангедок — Руссильон. Департамент коммуны — Од. Административный центр кантона Сесак. Округ коммуны — Каркасон.
Код INSEE коммуны — 11367.

## Население
Население коммуны на 2008 год составляло 981 человек.
| 1789 | 1962 | 1968 | 1975 | 1982 | 1990 | 1999 | 2008 |
| ---- | ---- | ---- | ---- | ---- | ---- | ---- | ---- |
| 1016 | 587  | 705  | 652  | 709  | 867  | 923  | 981  |

## Экономика
В 2007 году среди 562 человек в трудоспособном возрасте (15—64 лет) 394 были экономически активными, 168 — неактивными (показатель активности — 70,1 %, в 1999 году было 70,3 %). Из 394 активных работали 342 человека (198 мужчин и 144 женщины), безработных было 52 (26 мужчин и 26 женщин). Среди 168 неактивных 48 человек были учениками или студентами, 56 — пенсионерами, 64 были неактивными по другим причинам.

## Достопримечательности
- Замок Сесак
- Музей традиционных ремёсел, расположенный в средневековой башни на северо-востоке от Сесака
- Небольшой музей в замке Сессак
- Радиотрансляционный передатчик для связи с подводными лодками. Его мачта была построена в 1973 году и имеет высоту 330 метров

## Фотогалерея
- Сесак
- Замок Сесак
- Замок Сесак